# Les Casetes d'en Portacreu
Les Casetes d'en Portacreu és una obra de Sant Pere de Ribes (Garraf) protegida com a Bé Cultural d'Interès Local.

## Descripció
Masia situada entre el nucli de les Torres i la urbanització Mas Alba, a xaloc del nucli de Ribes. És un edifici de planta quadrangular i tres crugies. Consta de planta baixa i pis i té la coberta a dues vessants amb el carener paral·lel a la façana. El frontis presenta tres portals d'arc pla arrebossat, dels quals el de llevant condueix al celler. Aquest cos presenta menys alçada a la part posterior, on hi ha una obertura d'arc rebaixat per on es dipositava el raïm als cups. Entorn els portals de la façana hi ha diverses finestres d'arc pla arrebossat, distribuïdes de forma aleatòria. A la façana de garbí hi ha adossat un cos de planta baixa i coberta a una sola vessant, de les mateixes característiques que el que s'adossa a la façana posterior. Des de la façana lateral s'accedeix al celler, on hi ha un interessant cup de pedra. A l'interior, l'embigat de fusta original ha estat substituït per un de nou. L'acabat exterior és arrebossat i pintat de color blanc.

## Història
Per les característiques constructives de la masia, hem de situar els seus orígens entorn el segle xix.